# Юргенсхаген
Юргенсхаген (нем. Jürgenshagen) — община в Германии, в земле Мекленбург — Передняя Померания. 
Входит в состав района Гюстров. Подчиняется управлению Бютцов Ланд. Население составляет 1157 человек (2009); в 2003 г. - 1234. Занимает площадь 42,25 км².